# Come Away with Me (canção)
"Come Away with Me" é uma canção escrita por Norah Jones de seu álbum de estreia Come Away with Me (2002). É também a faixa-título do álbum.

## Desempenho nas paradas
| Top (2003)                                             | Melhor posição |
| ------------------------------------------------------ | -------------- |
| Espanha - Productores de Música de España              | 5              |
| França - Syndicat National de l'Édition Phonographique | 97             |
| Países Baixos - Megacharts                             | 87             |